# Бенямінув (Мазовецьке воєводство)
Бенямінув (пол. Beniaminów) — село в Польщі, у гміні Непорент Леґьоновського повіту Мазовецького воєводства.
Населення — 196 осіб (2011).
У 1975-1998 роках село належало до Варшавського воєводства.

## Демографія
Демографічна структура станом на 31 березня 2011 року:
|          | Загалом | Допрацездатний вік | Працездатний вік | Постпрацездатний вік |
| -------- | ------- | ------------------ | ---------------- | -------------------- |
| Чоловіки | 95      | 14                 | 72               | 9                    |
| Жінки    | 101     | 15                 | 71               | 15                   |
| Разом    | 196     | 29                 | 143              | 24                   |